# Mariusz Strzałka
Mariusz Strzałka (* 27. März 1959 in Wrocław) ist ein polnischer Fechttrainer und ehemaliger Degenfechter des FC Tauberbischofsheim. Er wurde im Mannschaftswettbewerb Olympiazweiter, Weltmeister und mehrfacher Polnischer Meister, sowie im Einzelwettbewerb Deutscher Meister.

## Karriere
Mariusz Strzałka wuchs in Wrocław auf und absolvierte an der dortigen Berufsfachschule (Technikum Mechaniczne) eine Ausbildung zum Elektromechaniker. Von 1976 bis 1986 focht er unter Adam Medyński für den Akademischen Sportverband der TU Wrocław (AZS Politechnika Wrocław) und später auch für den Fechtklub „Kolejarz“ (Wrocławski Klub Szermierczy „Kolejarz“).
Sein Debüt auf internationaler Ebene hatte Strzałka bei der Junioren-WM in South Bend, bei der er den 6. Platz belegte. Ein Jahr später war er Mitglied der polnischen Mannschaft, die an den Olympischen Spielen in Moskau teilnahm und Silber gewann.
1988 siedelte er nach Deutschland über und wechselte zum FC Tauberbischofsheim. 1996 nahm er – diesmal für Deutschland – erneut an den Olympischen Spielen teil. Im Einzel erreichte er hier den 8., im Team zusammen mit Arnd Schmitt und Elmar Borrmann den 4. Platz.
Strzałka ist aktuell beim DFB als Nachwuchstrainer für die Disziplin Damendegen verantwortlich.

## Erfolge
- 1979 Weltmeisterschaften Junioren in South Bend, 6. Platz Einzel[4]
- 1980 Olympische Sommerspiele in Moskau, 2. Platz Team[4]
- 1985 Polnische Meisterschaften, 2. Platz Einzel[4]
- 1988 Polnische Meisterschaften, 1. Platz Einzel[4]
- 1991 Weltmeisterschaften in Budapest, 3. Platz Team[5]
- 1993 Europameisterschaften in Linz, 2. Platz Einzel[6]
- 1993 Weltmeisterschaften in Essen, 3. Platz Team[5]
- 1994 Weltmeisterschaften in Athen, 2. Platz Team[5]
- 1995 Weltmeisterschaften in Den Haag, 1. Platz Team[5]
- 1996 Deutsche Meisterschaften, 1. Platz Einzel[7]
- 1996 Olympische Sommerspiele in Atlanta, 8. Platz Einzel, 4. Platz Team[8]